# Wrangell-Saint Elias Nemzeti Park
A hatalmas területű Wrangell – St. Elias Nemzeti Park Dél-Alaszkában fekszik. Egy része nemzetközi bioszféra rezervátum, és az UNESCO világörökség része. Az Amerikai Egyesült Államok legnagyobb területű nemzeti parkja (53 321 km²). Itt található az ország második legmagasabb hegye, a Mount Saint Elias (5489 m), 16 legmagasabb hegycsúcsa közül 9 és a legfontosabb gleccserek. Határos a kanadai Kluane Nemzeti Parkkal.
Magas hegyek, gleccserek és vulkánok birodalma ez. A magasabb részeken évente 18–20 m hó hullik, s ez táplálja a gleccsereket. S miközben a mélyben a csendes-óceáni tábla becsúszik a észak-amerikai kontinentális tábla alá, a vulkáni tevékenység a felszínen helyenként igen aktív. A Mount Wrangell kalderája 4–6 km széles. Bár vulkáni tevékenységet több mint egy évszázada nem folytatott, környékén gyakoriak a földrengések.
A park területén a folyókat szinte teljes egészében a gleccserek táplálják. Itt folyik Alaszka legnagyobb folyója, a halban gazdag Cooper-folyó.
A növényzetet az óceáni enyhe klíma, a szárazföld belsejében uralkodó hideg, száraz időjárás és a szintkülönbségek befolyásolják. Az óceánhoz közel tűlevelűek, mohák, páfrányok alkotnak esőerdőket, beljebb megjelenik a jegenyefenyő, a rezgő nyár, magasabban pedig már a hegyi tundra növénytársulása az uralkodó. Az állatvilág legjelentősebb tagja a grizzly, amely itt él a legnagyobb populációban, de található itt karibu, szürke farkas, alaszkai vadjuh. 239 madárfajt tartanak számon, köztük az igen ritka fehérfejű rétisast, az Egyesült Államok címerállatát.
Anchorage-tól autópályán is megközelíthető, a park területének nagy része pedig két kavicsos úton járható be, ugyanakkor repülőgépjáratokat is igénybe lehet venni.
Évente több mint negyvenezer látogatót fogad, és népszerűsége egyre nő, mivel könnyű megközelíthetősége ellenére élővilágát sikerül érintetlenül megőrizni.

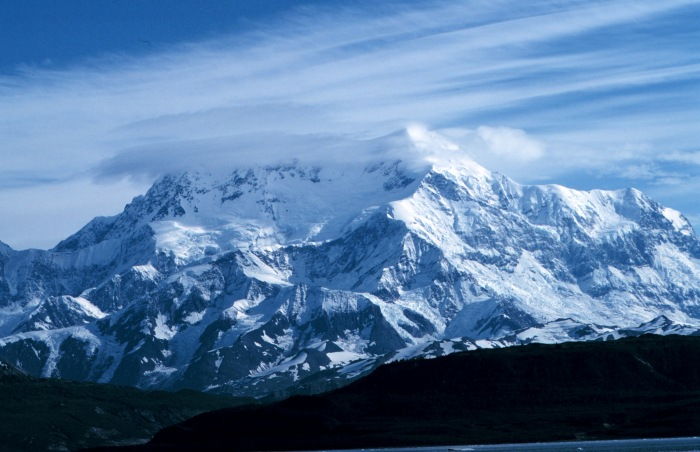
A Mount Saint Elias